# دايسوكي هيجوتشي
دايسوكي هيجوتشي (باليابانية: 樋口大輔؛ بالكانا: ひぐち だいすけ) هي مانغاكا يابانية، ولدت في 10 مايو 1966 في غونما في اليابان.

## وصلات خارجية
- دايسوكي هيجوتشي على موقع ANN person (الإنجليزية)

- الموقع الرسمي